# Parlamento siciliano

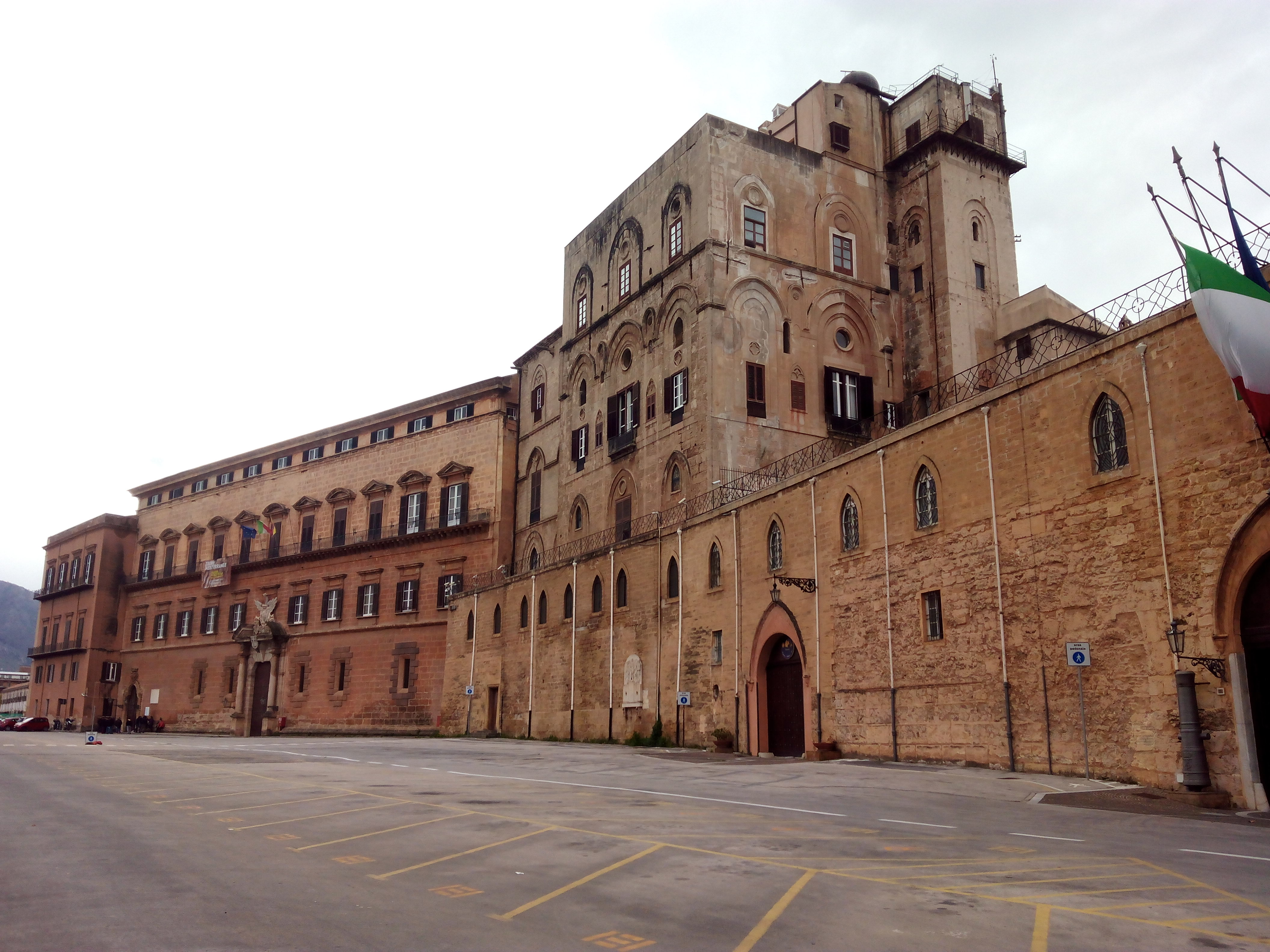
Palacio Real, o de los Normandos, en Palermo

El Parlamento siciliano fue el órgano legislativo del Reino de Sicilia, considerado uno de los parlamentos más antiguos del mundo, y el primero en sentido moderno.

## Historia
El parlamento inició sus actividades en 1130 por el rey Roger II de Sicilia en la ciudad de Palermo, en el Palacio de los Normandos, donde todavía hoy mantiene su sede la Asamblea Regional Siciliana. La primera sesión fue convocada, antes de la creación de la casa, por Roger I de Sicilia en 1097 en Mazara del Vallo. 
Una rebelión, conocida como Vísperas sicilianas, estalló el 30 de marzo de 1282. Los franceses de Carlos de Anjou en Sicilia fueron asesinados. Una delegación del parlamento siciliano fue al encuentro del rey Pedro III de Aragón en el norte de África (en el mes de agosto) y le ofrecieron la corona, en favor de su causa los derechos de su mujer Constanza II de Sicilia. Pedro se dirigió a la isla y desembarcó en Trápani el 29 de agosto y el día 30 entró en Palermo.
Con Carlos I de España en 1532 fue de nuevo convocado un Parlamento en Palermo en el "Salón Amarillo" del Palacio Real, que siguió reuniéndose incluso en tiempos de Felipe II, en 1556 en Mesina y en 1567 en Palermo, conservando su autoridad contra los Virreyes.
El 23 de enero de 1806 Fernando IV de Borbon huyó precipitadamente a Palermo  seguido por su esposa e hijo, mientras los franceses entraban en Nápoles. Napoleón declaró que la dinastía de los Borbones había perdido el trono, proclamando a su hermano mayor, José como rey de Nápoles y Sicilia. Sin embargo, Fernando continuó su reinado en Sicilia, bajo la protección británica. En la isla existían instituciones parlamentarias de cuño feudal desde hacía mucho tiempo, y el parlamento declaró en 1812 una reforma constitucional como la constitución de Cádiz. El rey de hecho abdicó su poder en su hijo Francisco, que ofició de regente. Pero los reinos de Sicilia y de Nápoles se unieron formalmente en 1816 como Reino de las Dos Sicilias bajo los Borbon-Dos Sicilias y el parlamento siciliano fue suprimido.
En los años 1848 y 1849 eventos revolucionarios acontecieron en Palermo contra el gobierno Borbón buscando su independencia; resultó triunfadora y como consecuencia de ello se abrió un período de independencia para Sicilia, con su propio gobierno y su propio parlamento elegido.